# Gloria (fenómeno óptico)

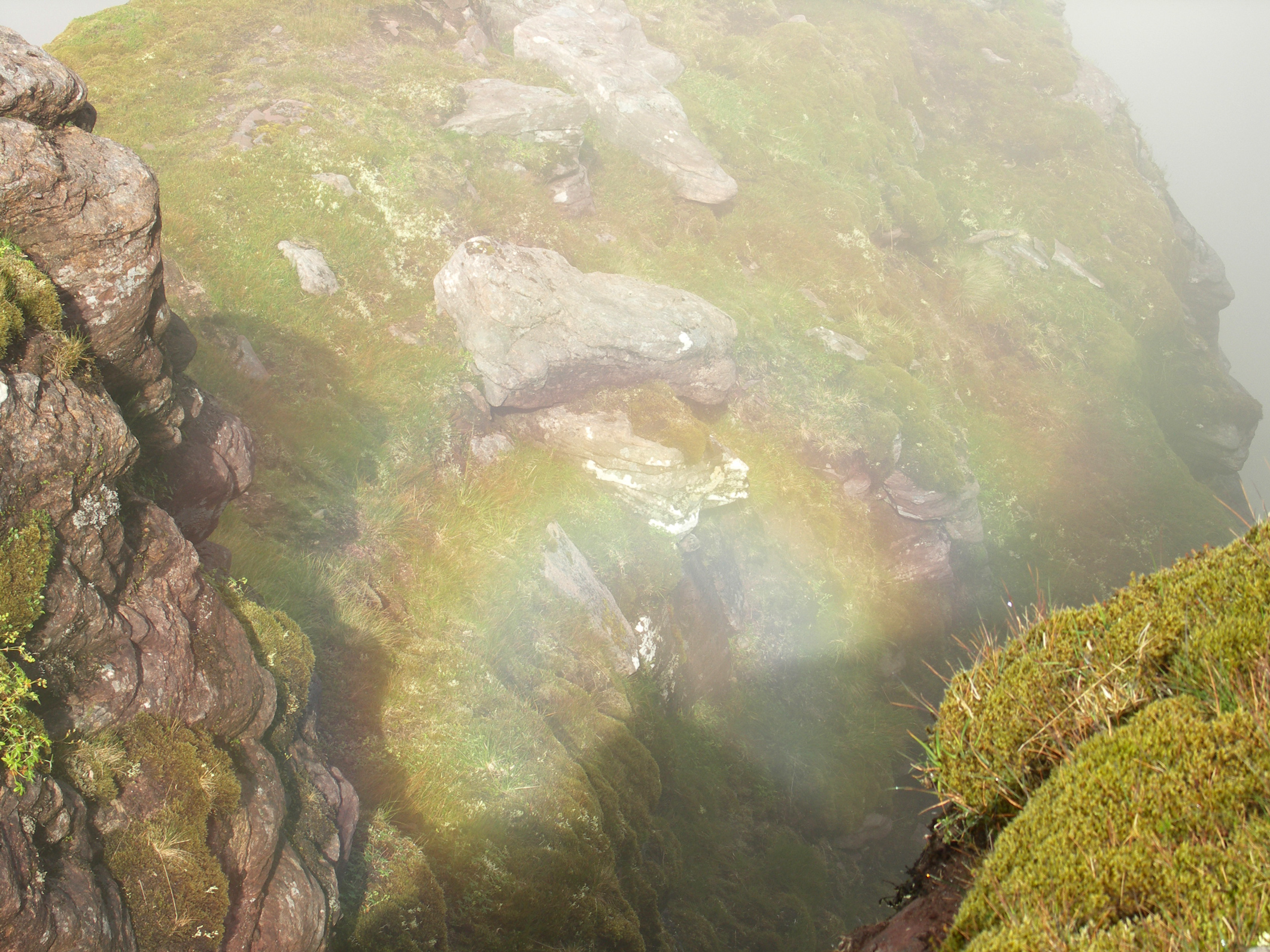
Gloria encontrada durante un paseo en An Teallach, Escocia.

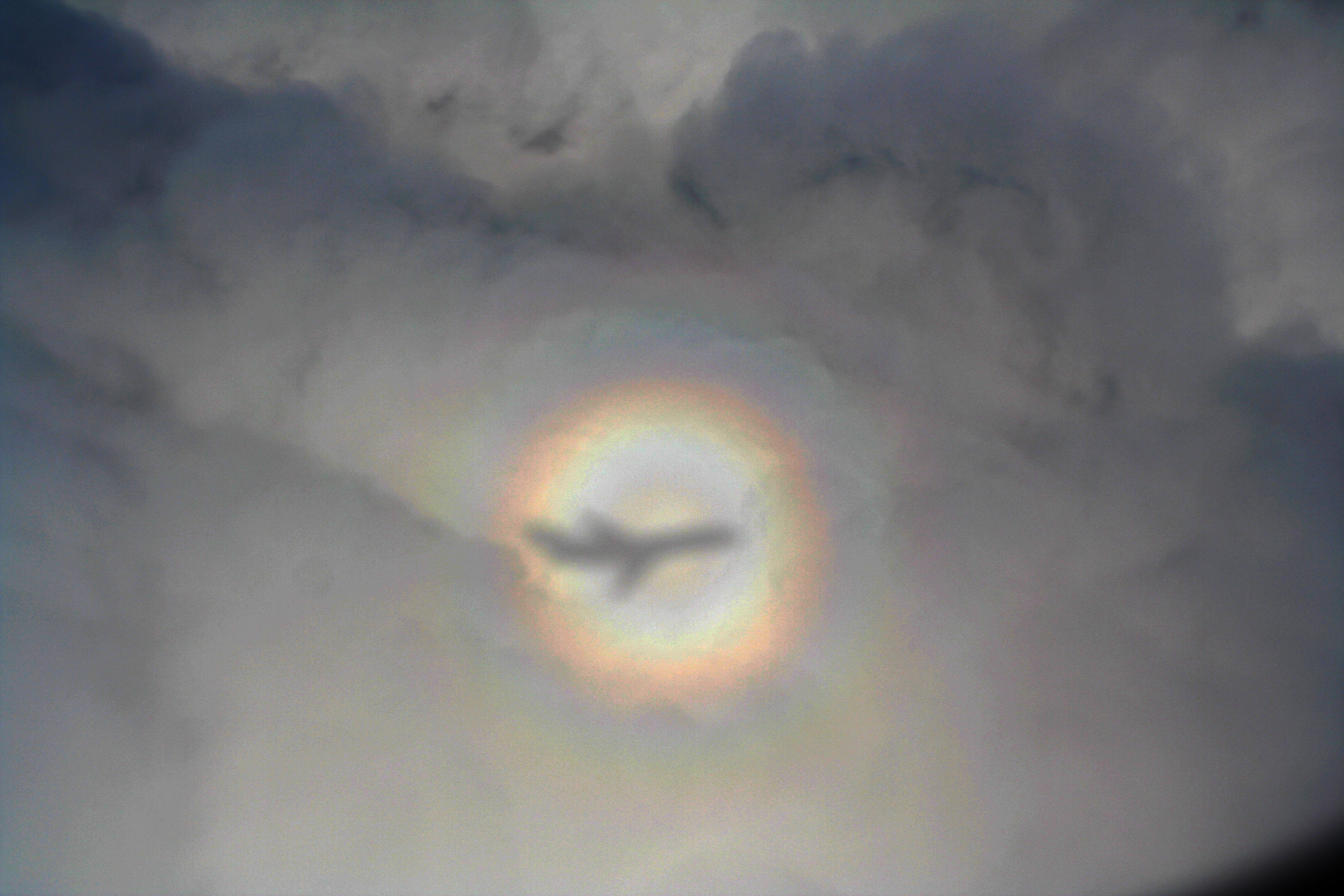
Gloria con sombra de avión en el centro.

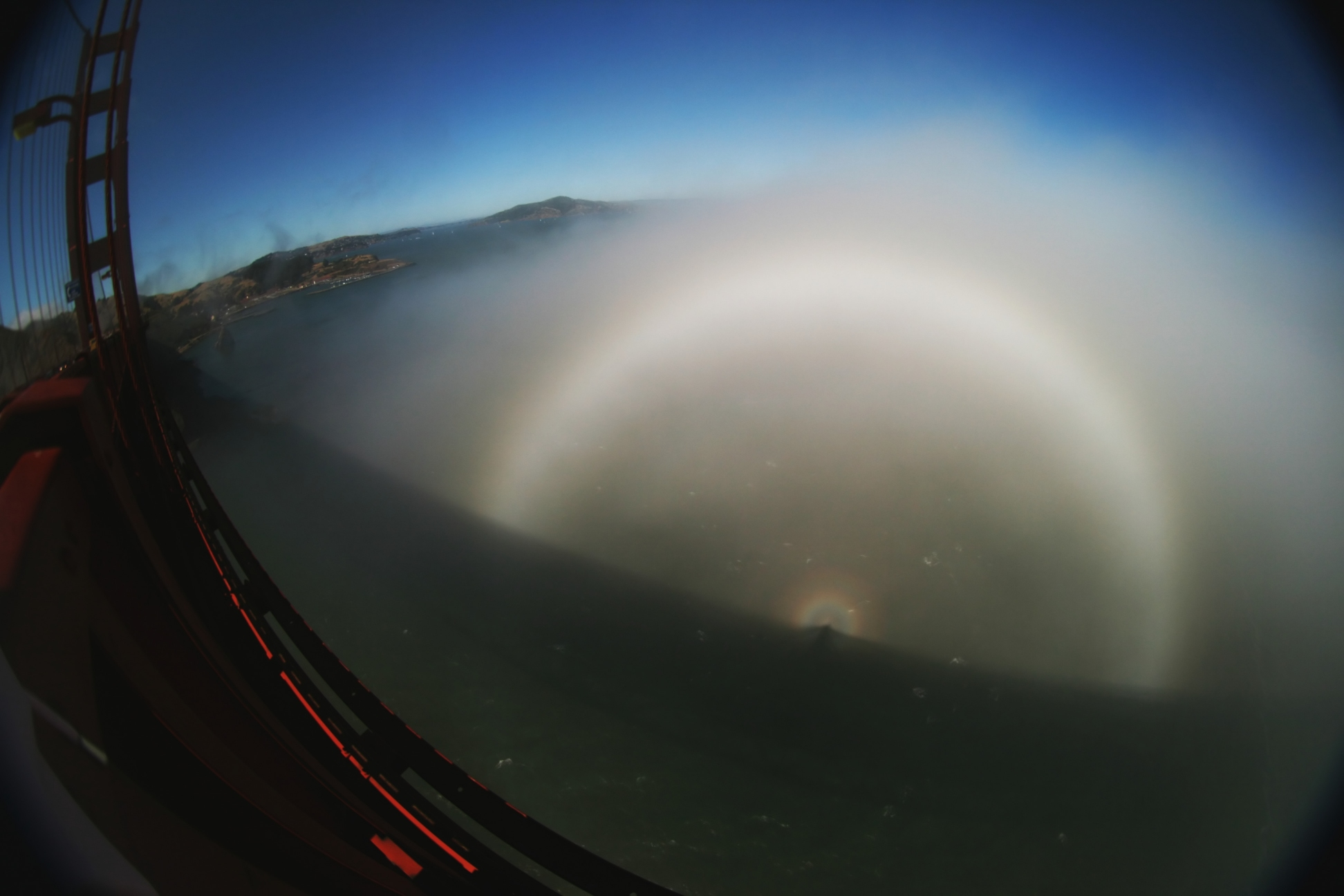
Un arcoíris de niebla, gloria solar y espectro de Brocken en el Puente Golden Gate en San Francisco (California).

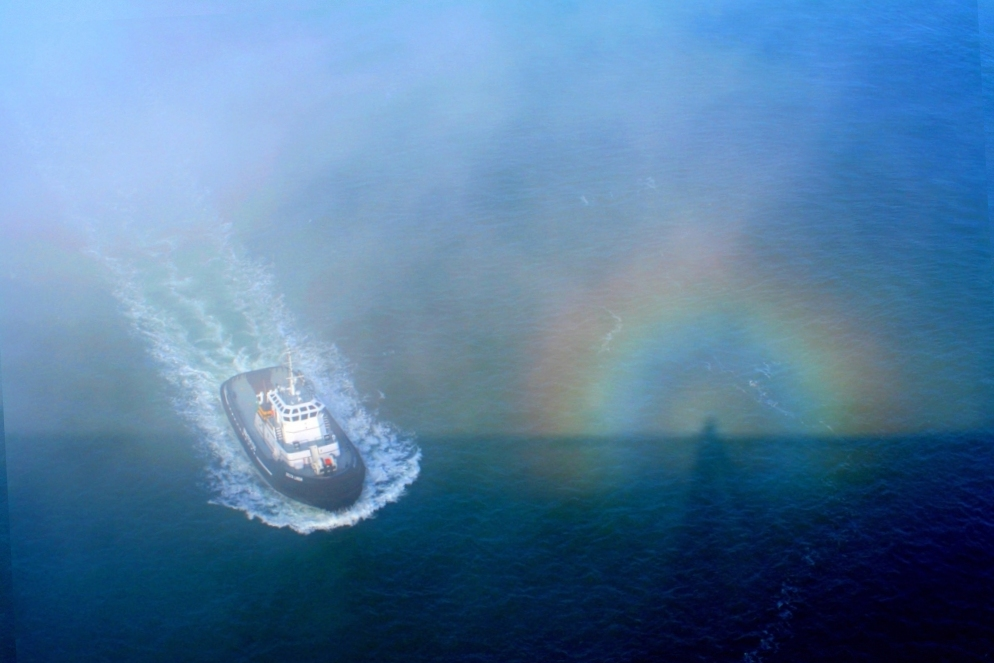
Una gloria solar y Espectro de Brocken observados en San Francisco.

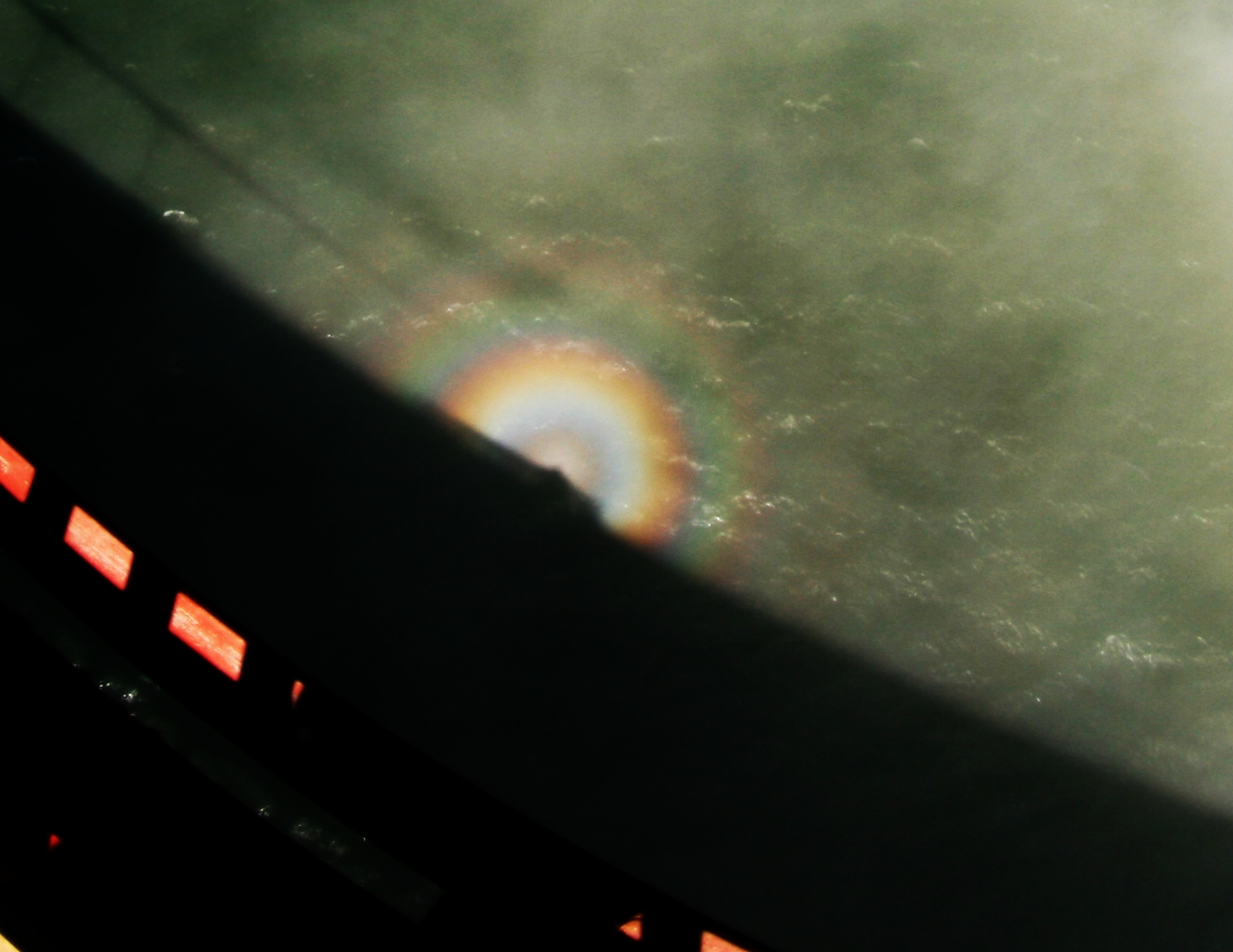
Una gloria brillante de múltiples anillos.

Una gloria (o anthelion) es un fenómeno óptico producido por la luz retrodispersada (una combinación de difracción, reflexión y refracción) sobre su fuente por una nube de diminutas gotas de agua de tamaño uniforme. Una gloria tiene múltiples anillos coloreados. La mayor parte de la gente sólo ve un anillo. La gloria, sin embargo, puede mostrar varios anillos cuando la nube se compone de gotas lo bastante uniformes. A veces los anillos fluctúan ampliamente en tamaño. Esto ocurre, por ejemplo, cuando un avión sobrevuela un banco de nubes y su gloria viene y va sobre ellas.
El tamaño angular, aproximadamente entre 5° y 20°, es mucho menor que el de un arcoíris, y depende del tamaño de las gotas de agua. Puesto que sólo se puede ver en la dirección opuesta a la del Sol, lo más habitual es verla desde el aire, en cuyo caso la gloria rodea la sombra del avión sobre las nubes (en cuyo caso suele denominarse gloria del piloto).
En 1947, el astrónomo holandés Hendrik Christoffel van de Hulst sugirió que la formación de glorias podría deberse en parte a ondas de superficie. Los anillos coloreados serían causados por la interferencia de rayos luminosos desviados por ondas de superficie (en las gotas de agua). No obstante, el fenómeno por el que se producen las glorias no es aún bien conocido. Se puede encontrar una explicación más detallada (en inglés) en el enlace externo "How are glories formed?".
Las glorias pueden verse a menudo asociadas al fenómeno llamado espectro de Brocken o espectro de montaña. Este fenómeno, producido cuando el Sol se encuentra a muy poca altura, consiste en una sombra en apariencia enormemente aumentada, proyectada por un observador situado en lo alto de una montaña sobre las nubes situadas a menor altitud. El nombre deriva del pico Brocken, el más alto del macizo de Harz, en Alemania. Este pico se alza por encima del nivel de las nubes, en un área frecuentemente neblinosa, lo que favorece la formación de este fenómeno. La reputación de las montañas de Harz como refugio de brujas y espíritus malignos hacía creer que esta era la causa de la formación de estas gigantescas sombras, rodeadas de glorias, que parecen moverse por sí solas (debido al movimiento de las nubes).
Charles Wilson, inspirado por la visión de una gloria cuando trabajaba como observador en la estación meteorológica de Ben Nevis, decidió inventar un aparato para crear nubes en un laboratorio, con el objetivo de crear glorias artificiales. Su trabajo derivó en la creación de la cámara de niebla, un aparato para detectar radiación ionizante, por la que Wilson y Arthur Compton recibieron el Premio Nobel de Física en 1927.
También se conocen como anillos de Ulloa, en honor de Antonio de Ulloa, científico español del siglo XVIII. 
Las glorias se conocen como Luz de Buda en China. El fenómeno solía ser observado en montañas altas rodeadas de nubes, como las montañas Huangshan o el monte Emei. Los primeros registros de este fenómeno en el monte Emei datan del año 63 d. C., y se menciona que el colorido halo siempre rodeaba la sombra del observador, por lo que esto solía ser interpretado como muestra de la iluminación espiritual del mismo.